# رينيه كاهان
رينيه كاهان (بالإنجليزية: Renée Kahane؛ بالألمانية: Renée Kahane) هي فقيهة لغة نمساوية وأمريكية، ولدت في 9 ديسمبر 1907 في أرغوستولي في اليونان، وتوفيت في 10 ديسمبر 2002 في شيكاغو في الولايات المتحدة.